# Nissan Be-1
La BE-1 est une automobile du constructeur automobile japonais Nissan produite en 1987 et 1988. Elle fait partie du créneau (« niche car ») qui a initié le style « pike car » (パイクカー,), style encore qualifié de « nostalgic modern » et que l'on pourrait traduire en français par « néo-rétro ». 

## Présentation
Construite à 10 021 exemplaires seulement, tous destinés au marché japonais (avec conduite à droite et boite automatique pour la plupart), elle a été produite sous le code Nissan « BK10 » et sur la base de la Nissan Micra (March au Japon, code « K10 »). La Be-1 fut la première d'une série de quatre projets dérivés de la Nissan Micra « K10 » (les trois autres étant la PAO, la Figaro et l'S-Cargo, tous destinés au marché japonais).

## Philosophie
La décision de produire chez Nissan des automobiles plus attractives pour la couche la plus jeune des acheteurs japonais fut prise au début des années 1980. Les responsables de Nissan s’aperçurent que la marque perdait des parts du marché domestique auprès des jeunes, qui délaissaient les petites Nissan jugées désuètes et austères, pour des modèles Honda ou Toyota. 
La Be-1 fut créée pour être l'instrument marketing de Nissan auprès des jeunes, une couche sociale en pleine ascension dans ces années de développement économique effréné. Nissan effectua des recherches approfondies pour atteindre ce but. De ce fait bien que ce ne fut pas une voiture parfaite du point de vue de la fonctionnalité, elle a néanmoins touché sa cible marketing et peut être qualifiée de réussite. 
Une des demandes des acheteurs potentiels visés étant que l'automobile soit peu polluante, de ce fait une grande partie de l'ingénierie a porté sur la limitation des émissions de polluants, ce qui a eu pour résultat une voiture relativement anémique - mais propre. La Nissan Be-1, de même que les autres « pike cars », ne sont pas des « keijidosha cars » (qui sont des véhicules minimalistes et bridés, mais en contrepartie exemptés des lourdes taxes de circulation japonaises). Les « pike cars » Nissan (de même que celles de Toyota, la WiLL par exemple) sont des automobiles plus grandes qui ne bénéficient pas de ces exemptions.

## Origine du nom Be-1
Nissan décida vers 1984 de produire trois « concept-cars » pour remédier au désamour des plus jeunes acheteurs d'automobile japonais envers Nissan. Des équipes de jeunes spécialistes furent mises en place et produisirent deux « concept-cars » dont l'un fut appelé « B1 », un troisième étant sous-traité a un bureau de design extérieur. Les trois « concept-cars » furent présentés au 26e Salon de l'automobile de Tokyo 1985, et leur accueil auprès du public observé avec attention. Le premier (de lignes modernes) fut bien reçu des visiteurs étrangers, le « B1 » (préfigurant la « Be-1 ») fut plébiscité par les jeunes Japonais, tandis que le troisième (celui du studio de design extérieur) ne reçut qu'un accueil mitigé. Le nom de « Be-1 » dérive très probablement de celui du « concept-car » B1.

## Production
À la suite de l'accueil favorable reçu par les modèles présentés et particulièrement le « B1 », Nissan décida d'en produire une série limitée de 10 000 exemplaires. La production fut sous-traitée à la société Takada-Kogyo, spécialiste des pièces automobiles en plastique, et qui collaborera plus tard pour des séries limitées de Nissan (PAO, Figaro et d'autres) et également pour ISUZU. La production fut mise en place en 1986. La capacité de production initiale de 400 unités/mois, fut rapidement augmentée à 600/mois. 

## Vente et marketing
La production étant dès le départ limité à 10 000 exemplaires, et l'accueil reçu fut tellement enthousiaste qu'il fallut recourir à un tirage au sort pour pouvoir obtenir le droit d'acheter une Be-1. Les 10 000 exemplaires furent ainsi vendues en l'espace de deux mois. Pour se démarquer encore plus du reste de la production Nissan, le réseau traditionnel ne fut pas utilisé pour la vente, un petit réseau de distributeurs spécifiques (« Be-1 shop ») fut créé a la place. De nombreux produits dérivés et accessoires étaient également vendus par ce réseau, par exemple des vêtements, des draps de lit, des montres, porte-feuilles, canettes de jus d'orange, sacs etc. à l'effigie de la Be-1. Pour singulariser encore plus la Be-1 du reste de la gamme Nissan, la référence à la marque Nissan n’apparaît qu'en très petit caractères sur l’arrière de la Be-1, et le logo Nissan n'y apparaît pas du tout. Plus tard, la Nissan Be-1 apparaît dans le jeu vidéo Gran Turismo 6.

## Design
La paternité du design de la Be-1 est attribuée aux designers industriels japonais Yoshiro Kobata et Naoki Sakai,. Les deux travailleront également ensemble sur le projet de la Nissan PAO. Avant le projet de la Be-1, Sakai fut un créateur de t-shirts hippies sur la côte ouest des États-Unis (Tattoo Company, San Francisco), et plus tard dessinera l'appareil photo « O » pour Olympus, ainsi que les Nissan Figaro et S-Cargo. Kobata intégrera plus tard le centre de style Nissan, et travaillera sur le dessin de la Nissan Silvia. Le design intérieur fait appel à un motif original, une tore aplatie, qui est repris dans la forme des appuis-tête et celle de l'embout de la clé de contact. Le Ministère japonais du commerce international et de l'industrie a décerné en octobre 1987 un prix pour le design de la Nissan Be-1. 

## Dates clefs
- 31 octobre au 11 novembre 1985 : présentation au Salon de l'automobile de Tokyo des prototypes, y compris le « B1 ».
- 1986 : mise en place de l'industrialisation à l'usine Takada-Kogyo.
- 13 janvier 1987 : début de la vente au public dans les « Be-1 Shop ».
- 2 mars 1987 : la version « toit ouvrant électrique » est commercialisée.
- mai 1988 : arrêt de la production (10 000 exemplaires produits).

## Caractéristiques et dimensions
Une seule motorisation était disponible, le 1 litre (987 cm3) essence de la Micra/March K10 (code moteur « MA10S3 (en) ») en alliage léger, refroidissement à eau, ACT simple, 4 cylindres, 8 soupapes, 55 CV à 6 250 tr/min. Alésage x déplacement : 68,0 mm x 68,0 mm. Allumage classique à rupteur et bobine. Taux de compression : 9,5/1. Couple maximum : 75 N m à 3 600 tr/min. Carburateur contrôlé par un calculateur électronique placé sous le siège passager intégrant les températures extérieure et d'échappement. 
- Consommations (normes japonaises) : BA3 16,5 km/L (env. 6 l/100 km), BA3 avec T/O 15,0 km/L (env. 6,6 l/100 km), BM5 20,5 km/L (env. 4,8 l/100 km). À vitesse stabilisée 60 km/h : BA3 25,4 km/L (env. 3,9 l/100 km), BM5 31.4 km/L (env. 3,18 l/100 km).
- Boite de vitesses : automatique à trois rapports (BVA3) ou mécanique à 5 rapports (BVM5).
- Dimensions : longueur hors-tout 3,635 m x largeur hors-tout 1,580 m x hauteur 1,420 m (version toit ouvrant) ; empattement 2,300 m.
- Poids : 670 kg.
- Capacité réservoir : 40 l.
- Capacité : 5 personnes.
- Rayon de braquage : 4,40 m.
- Garde au sol : 0,165 m.
- Code des variantes : BK10RHA (boîte 3 automatique) et BK10RHAW (le W signifiant « Webasto ») (boîte 3 automatique avec toit ouvrant), BK10RHF (boîte 5 manuelle) et BK10RHFW (boîte 5 manuelle avec toit ouvrant),
- Monture pneumatique : 165/70R12.
- Freins à disque AV, à tambour AR.
- Direction : à pignon et crémaillère.
- Suspension AR indépendante à 4 points, AV à jambes de force.
- Panneaux de carrosserie en matériaux de synthèse recyclable (une première mondiale selon Nissan)[1],[12].

## Prix
Avec une production limitée au départ, et le battage médiatique orchestré autour de sa sortie, le prix entre particuliers des Be-1 s'envola rapidement, passant de 1 348 000 yen (prix de base en 1987 sans le toit ouvrant) à près de 2,5 fois ce prix (3 660 000 yens pour une version automatique à toit ouvrant) en mars 1987.

## Équipement
Peu d'options proposées, mais de nombreux équipements et accessoires disponibles en boutique. La version « toit ouvrant » est disponible à partir de mars 1987.
L'air conditionné était de série sur tous les modèles. La console d'auto-radio était proposée en accessoire. Un toit ouvrant électrique (de marque Webasto) en toile était monté sur un peu moins d'un tiers des modèles. Il fut proposé un accessoire « sac à dos », prévu pour se fixer à l'extérieur du coffre arrière.
Les couleurs proposées sont le jaune potiron, le bleu hortensia, le rouge tomate et le blanc oignon. Les roues sont peintes en couleur carrosserie.

## Autres versions
Une version spéciale sur-mesure de la Nissan Be-1 a été produite pour servir de voiture de secours du stade de Yokohama. Le siège passager en était légèrement surélevé. Elle a servi deux ans sur le terrain lors des compétitions de base-ball,.